# Final Chess Masters Bilbao 2008
Final Chess Masters Bilbao 2008 – rozegrany w dniach 1-13 września 2008 r. w Plaza Nueva w Bilbao turniej szachowy, który ze względu na swoją obsadę był najsilniej obsadzonym turniejem w dotychczasowej historii szachów, licząc według średniego rankingu ELO uczestników. Na starcie pojawiło się pięciu z pierwszych siedmiu szachistów listy rankingowej FIDE na dzień 1 lipca 2008 roku.:
- Viswanathan Anand (2798, nr 1 na świecie) – aktualny mistrz świata,
- Wasyl Iwanczuk (2781, nr 4) – wicemistrz świata z 2002 r.,
- Weselin Topałow (2777, nr 5) – mistrz świata z lat 2005-2006,
- Magnus Carlsen (2775, nr 6),
- Teymur Rəcəbov (2744, nr 7),
- Lewon Aronjan (2737, nr 12).

Średni ranking turnieju wyniósł 2769 pkt, co odpowiadało XXI kategorii FIDE. Zawodnicy rozegrali ze sobą po dwie partie (system kołowy), każda odmiennym kolorem bierek. Po raz pierwszy w turnieju o tak wysokiej randze zastosowano odmienny system punktacji, który miał wpłynąć na zmniejszenie liczby remisów: zwycięzca partii otrzymywał 3 pkt, za remis przyznawano po 1 punkcie, a za porażkę – 0 punktów. Do celów rankingowych liczone były punkty standardowe (1-½-0).
Fundusz nagród wyniósł 400 tys. euro, z czego zwycięzca otrzymał 150 tys., drugi zawodnik – 70 tys., a następni – po 10 tys. mniej (VI – 30 tys.). Również z tego powodu turniej w Bilbao był wyjątkowy, do tej pory tak wysokie nagrody obowiązywały tylko w meczach bądź turniejach o mistrzostwo świata.
Turniej zakończył się zdecydowanym zwycięstwem Weselina Topałowa przed Lewonem Aronianem i Magnusem Carlsenem. Dużą niespodzianką było zajęcie ostatniego miejsca przez mistrza świata Viswanathana Ananda, który jako jedyny nie wygrał partii. 

## Tabela turniejowa
| Mce | Zawodnicy         | Ranking | 1   | 2   | 3   | 4   | 5   | 6   | Pkt |
| --- | ----------------- | ------- | --- | --- | --- | --- | --- | --- | --- |
| 1   | Weselin Topałow   | 2777    | •   | ½ 0 | 1 1 | ½ 1 | ½ ½ | 1 ½ | 17  |
| 2   | Lewon Aronjan     | 2737    | ½ 1 | •   | 0 0 | 1 ½ | ½ 0 | ½ 1 | 13  |
| 3   | Magnus Carlsen    | 2775    | 0 0 | 1 1 | •   | ½ 0 | 1 ½ | ½ ½ | 13  |
| 4   | Wasyl Iwanczuk    | 2781    | ½ 0 | 0 ½ | ½ 1 | •   | ½ 1 | ½ ½ | 12  |
| 5   | Teymur Rəcəbov    | 2744    | ½ ½ | ½ 1 | 0 ½ | ½ 0 | •   | ½ ½ | 10  |
| 6   | Viswanathan Anand | 2798    | 0 ½ | ½ 0 | ½ ½ | ½ ½ | ½ ½ | •   | 8   |

## Tabela postępowa
| Nr | Zawodnicy         | Ranking | 1 | 2 | 3 | 4 | 5 | 6  | 7  | 8  | 9  | 10 |
| -- | ----------------- | ------- | - | - | - | - | - | -- | -- | -- | -- | -- |
| 1  | Viswanathan Anand | 2798    | 1 | 2 | 3 | 3 | 4 | 5  | 6  | 6  | 7  | 8  |
| 2  | Teymur Rəcəbov    | 2744    | 1 | 2 | 3 | 3 | 4 | 5  | 6  | 6  | 7  | 10 |
| 3  | Lewon Aronjan     | 2737    | 0 | 1 | 2 | 5 | 6 | 6  | 9  | 12 | 13 | 13 |
| 4  | Magnus Carlsen    | 2775    | 3 | 4 | 4 | 7 | 8 | 11 | 11 | 11 | 12 | 13 |
| 5  | Weselin Topałow   | 2777    | 1 | 2 | 5 | 8 | 9 | 10 | 10 | 13 | 14 | 17 |
| 6  | Wasyl Iwanczuk    | 2781    | 1 | 2 | 3 | 3 | 4 | 5  | 8  | 11 | 12 | 12 |

## Wyniki rundowe
| Runda     | Zawodnicy                                                        | Wynik   | ECO         |
| --------- | ---------------------------------------------------------------- | ------- | ----------- |
| I 02.09   | V.Anand - W.Iwanczuk T.Rəcəbov - W.Topałow L.Aronian - M.Carlsen | ½ 0 - 1 | C89 C45 A32 |
| II 03.09  | W.Iwanczuk - M.Carlsen W.Topałow - L.Aronian V.Anand - T.Rəcəbov | ½       | B78 D11 B33 |
| III 04.09 | T.Rəcəbov - W.Iwanczuk L.Aronian - V.Anand M.Carlsen - W.Topałow | ½ 0 - 1 | D20 D16 D58 |
| IV 05.09  | L.Aronian - W.Iwanczuk M.Carlsen - T.Rəcəbov W.Topałow - V.Anand | 1 - 0   | D27 B78 E15 |
| V 06.09   | W.Iwanczuk - W.Topałow V.Anand - M.Carlsen T.Rəcəbov - L.Aronian | ½       | E34 C63 C45 |

| Runda      | Zawodnicy                                                        | Wynik             | ECO         |
| ---------- | ---------------------------------------------------------------- | ----------------- | ----------- |
| VI 08.09   | W.Iwanczuk - V.Anand W.Topałow - T.Rəcəbov M.Carlsen - L.Aronian | ½ 1 - 0           | D19 E74 D47 |
| VII 09.09  | M.Carlsen - W.Iwanczuk L.Aronian - W.Topałow T.Rəcəbov - V.Anand | 0 - 1 1 - 0 ½     | D37 E36 B46 |
| VIII 10.09 | W.Iwanczuk - T.Rəcəbov V.Anand - L.Aronian W.Topałow - M.Carlsen | 1 - 0 0 - 1 1 - 0 | B45 C45 B78 |
| IX 12.09   | W.Iwanczuk - L.Aronian T.Rəcəbov - M.Carlsen V.Anand - W.Topałow | ½                 | C69 B12 B18 |
| X 13.09    | W.Topałow - W.Iwanczuk M.Carslen - V.Anand L.Aronian - T.Rəcəbov | 1 - 0 ½ 0 - 1     | D47 D13 A15 |